# Bledius unicornis
Bledius unicornis ist ein Käfer aus der Familie der Kurzflügler (Staphylinidae). 

## Merkmale
Die Käfer erreichen eine Körperlänge von 4 bis 4,5 Millimetern. Der Vorderrand des Kopfschildes ist nicht aufgebogen, der Vorderwinkel des Halsschildes ist nicht spitz zulaufend. Die Deckflügel sind länger als zusammen breit, selten gleich lang wie zusammen breit. Sie sind wie auch der Rest des Körpers schwarz gefärbt. Die Beine sind überwiegend dunkel gefärbt. Das Horn des Halsschildes ist beim Männchen ungefurcht. 

## Vorkommen und Lebensweise
Die Art ist im Süden der Paläarktis verbreitet und kommt vom Kaspischen Meer, dem Roten Meer, den Mittelmeerküsten, der europäischen Atlantikküste einschließlich der Kanaren über die Küsten des Ärmelkanals bis an die Nordsee vor. Die Art fehlt in Dänemark. Im Binnenland findet man sie an salzigen Orten im Süden Sibiriens und Russlands sowie auch um den Neusiedler See. Die Art kommt vor allem an der Meeresküste und auch an salzigen Orten im Binnenland vor. Sie ist salzliebend (halophil), kommt jedoch im südöstlichen Mitteleuropa auch in nichtsalzigen Gebieten vor. 